# Tanaka Asuna
Tanaka Asuna (田中 明日菜, sinh ngay 23 tháng 2 năm 1988) là một cầu thủ bóng đá nữ người Nhật Bản.

## Đội tuyển bóng đá nữ quốc gia Nhật Bản
Tanaka Asuna thi đấu cho đội tuyển bóng đá nữ quốc gia Nhật Bản từ năm 2011 đến 2016.

## Thống kê sự nghiệp
| Nhật Bản  | Nhật Bản | Nhật Bản |
| Năm       | Trận     | Bàn      |
| --------- | -------- | -------- |
| 2011      | 6        | 2        |
| 2012      | 13       | 1        |
| 2013      | 9        | 0        |
| 2014      | 2        | 0        |
| 2015      | 6        | 0        |
| 2016      | 3        | 0        |
| Tổng cộng | 39       | 3        |